# Rio Saliceto
Rio Saliceto es un municipio situado en el territorio de la provincia de Reggio Emilia, en Emilia-Romaña (Italia).

## Demografía
| Gráfica de evolución demográfica de Rio Saliceto entre 1861 y 2009 |
|                                                                    |
| Fuente ISTAT - elaboración gráfica de Wikipedia                    |